# Winteria
Winteria is een monotypisch geslacht van straalvinnige vissen uit de familie van de hemelkijkers (Opisthoproctidae).

## Soort
- Winteria telescopa Brauer, 1901